# Khosi Ngema

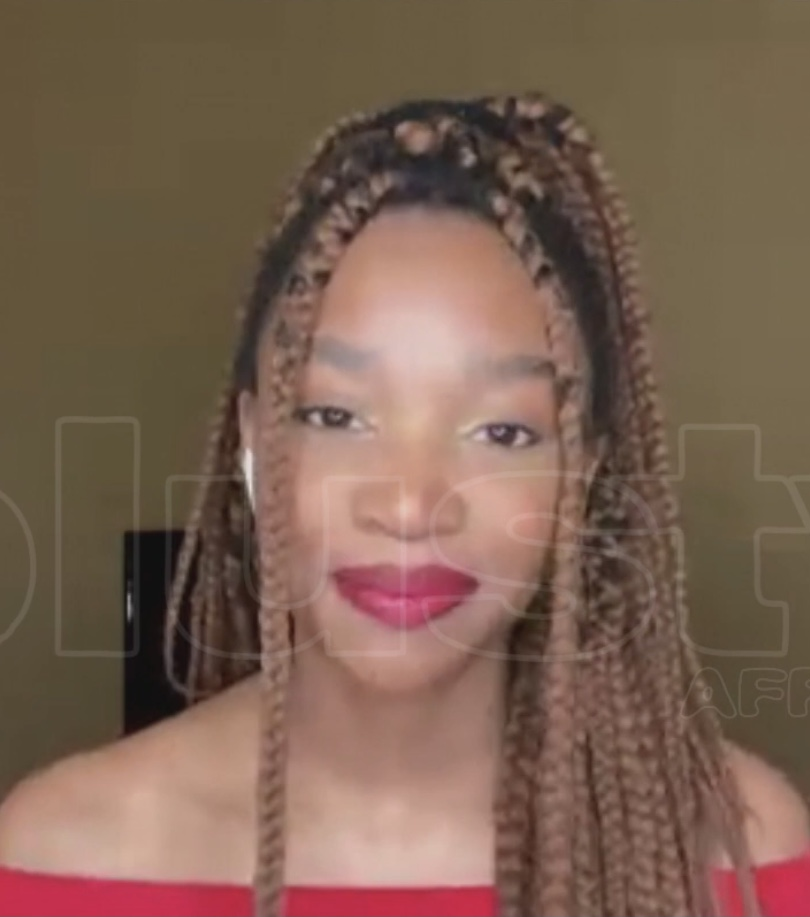
Khosi Ngema

Khosi Ngema (bürgerlich Makhosazane Yolanda Ngema; * 2. November 1999) ist eine südafrikanische Schauspielerin, Sängerin und Songwriterin. Bekanntheit erlangte sie durch ihre Rolle als Fikile Bhele in der Netflix-Serie Blood & Water.

## Leben und Karriere
Während ihrer Schulzeit belegte Ngema das Fach Dramatic Arts. Bereits im Alter von Jahren begann sie, eigene Lieder zu schreiben. Ihr Debpt gab sie 2020 in der Fernsehserie Blood & Water. Anschließend trat sie 2023 in einer Folge in Élite auf. Außerdem bekam sie in dem Film Invasive eine Hauptrolle. April 2024 veröffentlichte sie ihre Single Why.

## Filmografie
Filme
- 2024: Invasive
- 2024: Killer Body Count
- 2025: Invasive 2: Getaway

Serien
- seit 2020: Blood & Water
- 2023: Élite